# Лантос, Том
То́мас Пи́тер Ла́нтос (англ. Thomas Peter Lantos, при рождении Та́маш Ла́нтош — венг. Lantos Tamás Péter, 1 февраля 1928 — 11 февраля 2008) — американский политик венгерско-еврейского происхождения.

## Биография
Во время Второй мировой войны Лантос был членом движения сопротивления и узником концлагеря. Освобождён Советской армией.
После войны эмигрировал в США. В 1998 году принял участие в съёмках документального фильма о Холокосте «Последние дни».
С 1981 года член Палаты представителей Конгресса США от Демократической партии, поначалу от 11-го, позже от 12-го избирательного округа Калифорнии. С 2007 года председатель Комитета Палаты представителей по иностранным делам.
Умер 11 февраля 2008 года в медицинском центре ВМС США Бетесды от рака пищевода. Похоронен на Кладбище Конгресса.

### Политические позиции
По политическим взглядам Лантоса часто рассматривали как одного из более либеральных депутатов Конгресса. К его деятельности и убеждениям относились:
- защита прав человека, которой он придавал центральное значение
- поддержка легализации абортов и исследований стволовых клеток
- оппозиция принятию закона «Патриотический акт»
- поддержка сексуальных меньшинств, в том числе их прав на брак и усыновление детей
- сопротивление применению смертной казни
- поддержка легализации лёгких наркотиков в медицине
- ограничение права на владение оружием

Вместе с тем, во внешней политике он в целом придерживался интервенционистской линии. Он часто поддерживал освободительные движения, направленные против конкурентов США (например, за независимость Тибета от КНР) и осуждал направленные против режимов, лояльных к Вашингтону (например, критиковал фронт Полисарио, высказываясь в поддержку марокканской оккупации Западной Сахары).
Лантос был в числе представителей Демократической партии, с наибольшим энтузиазмом воспринявших войны против Ирака в 1991 и 2003 годах. Под его началом проводились слушания в Конгрессе, в ходе которых прозвучало знаменитое «свидетельство Наиры», «15-летней медсестры», якобы ставшей свидетельницей варварской расправы иракских солдат над кувейтскими младенцами, которых они выбрасывали из контейнеров для новорожденных. Впоследствии оказалось, что «Наира» — дочь посла Кувейта в США, а её речь была написана пиар-компанией «Hill & Knowlton». 4 октября 2002 года голосование «за» незначительного большинства демократов во главе с Лантосом в Комитете по международным отношениям позволило провести Резолюцию за использование силы, позволявшую Джорджу Бушу-младшему начать войну в Ираке. Лантос дистанцировался от политики администрации Буша в отношении Ирака только в 2006 году.
В начале 2000 года Лантос нанёс визит в Латвию и Литву, где встретился с руководством обеих стран и членами неправительственных организаций. Лантос остался недоволен тем, что власти стран не собирались организовывать судебные процессы в отношении преступников Холокоста. Наибольший скандал вызвала встреча с генеральным прокурором Литвы Казисом Педничей, который публично обвинил власти в США в попытке воспрепятствовать выдаче литовским властям лиц, обвинявшихся литовской прокуратурой в совершении преступлений. По словам очевидцев, встреча в целом прошла во «враждебной» обстановке.

### Отношение к России
Лантос был известен своим крайне неприязненным отношением к российским властям и неоднократно отличался резкими высказываниями в их сторону. Однажды он сравнил Владимира Путина с героем американских мультфильмов задиристым морячком Попаем и назвал его высказывания «невероятно тупыми». Экс-канцлера Германии Герхарда Шрёдера Лантос назвал «политической проституткой, получающей теперь чеки от Путина», имея в виду работу Шрёдера в компании по строительству Северо-Европейского газопровода.
Став новым главой Комитета по международным отношениям в Палате представителей Конгресса США заявил, что россиянам было лучше жить при Ельцине.